# Histoire du Calvados
 (octobre 2021).
Si vous disposez d'ouvrages ou d'articles de référence ou si vous connaissez des sites web de qualité traitant du thème abordé ici, merci de compléter l'article en donnant les références utiles à sa vérifiabilité et en les liant à la section « Notes et références ».
Le département du Calvados a été créé à la Révolution française, le 4 mars 1790, en application de la loi du 22 décembre 1789, à partir d'une partie de l'ancienne province de Normandie. On envisagea un temps de le nommer « Orne-Inférieure » ou « Basse-Orne » avant de choisir son nom actuel. Le nouveau département ne correspondant pas à un territoire de l'Ancien Régime, son nom doit être inventé de toutes pièces. Le député de Bayeux Delaunay, qui aurait été inspiré par sa sœur, propose le nom de rochers au large d'Asnelles, dont l'origine exacte reste peu avérée.
François de Beaurepaire, Dominique Fournier et de nombreux experts en onomastique rejettent l'hypothèse que ces rochers tirent leur nom de celui d'un bateau de l'Invincible Armada, le Salvador,  car il ne trouve pas trace du naufrage de ce navire sur les côtes françaises. Il retient plutôt l'interprétation "caval dos", ou "dos de cheval", comme conforme à l'emploi fréquent de noms d'animaux pour la désignation des rochers marins. René Lepelley suggérait lui l'interprétation "dos chauve", par référence à l'aspect nu et sans végétation de la falaise de Saint-Côme-de-Fresné, sur le rivage. En effet, on lit sur une carte du XVIIe siècle que Calvados désignait deux portions de la falaise qui s'étendait sur 17 km entre Sainte-Honorine-des-Pertes et Saint-Côme-de-Fresné. Le nom est donc récent et d'origine savante, une formation populaire aurait donné *Cauvedos. Par extension, l'appellation de ce secteur côtier s'est transmise au rocher du large.
Le département comprenait alors six districts : Bayeux, Caen, Falaise, Lisieux, Pont-l'Évêque, Vire. Très novateur, le département du Calvados est créé à cheval sur trois anciennes intendances : celle de Caen (jusqu'à la Vire), celle de Rouen (pour le nord du pays d'Auge) et celle d'Alençon au sud-est. (source : https://archives.calvados.fr/page/le-departement-du-calvados).  
De 1791 à 1793, les six districts département du Calvados fournirent dix bataillons de volontaires nationaux et deux compagnies.
En 1800 furent créés les arrondissements, remplaçant les districts, mais avec un découpage en cantons différent : Bayeux, Caen, Falaise, Lisieux, Pont-l'Évêque, Vire. Les arrondissements de Falaise et Pont-l'Évêque furent supprimés par le décret du 10 septembre 1926 comme dans nombre d'autres départements.
Pendant de la Seconde Guerre mondiale, le Calvados entra dans l'histoire, le 6 juin 1944, lors du débarquement sur ses plages, inaugurant la Bataille de Normandie et première étape de la libération du territoire français et de la victoire sur le Troisième Reich. C'est à Bayeux, première ville française libérée, que le général de Gaulle prononça le 14 juin 1944 et le 16 juin 1946 deux discours historiques.
En 1956, le Calvados est regroupé avec l'Orne et la Manche au sein de la région de Basse-Normandie. Cinquante ans après la division des deux Normandie, la Basse-Normandie et la Haute-Normandie se réunifient le 1er janvier 2016 pour constituer la région Normandie.